# Rani razvoj kemije
Prva pojava kemije, smatra se pojava recepata za plavu glazuru u Babilonu oko 3500. godine prije nove ere, te nešto kasnija pojava recepata za lijekove i balzame u Egiptu. U to doba se počinje razvijati i metalurgija, a nešto kasnije i razvija se i tehnologija izrade stakla.
Postoji više teorija o porijeklu riječi kemija:
- Od egipatske riječi Kemet, ili Chemi što znači crn, taman, ugljen.  Ovom riječju se označavala i plodna zemlja oko Nila, pa i sam Egipat.

- Od židovske riječi: Ham (Noin sin) kojom se označavao i Egipat.

- Od grčke riječi: χέω: lijevati, izlijevati, polijevati, razlijevati, sipati, nasipati, prosipati...

- Od grčke riječi: χημεία:  staliti, legirati

- Od perzijske riječi: Kimia: zlato

Jedna od ovih riječi je prethodnica arapske riječi al-kimia što znači "umjetnost pretvorbe", a koja se odnosi na alkemiju. Ova riječ je prethodnica današnje riječi kemija.